# ハゲタカ (2007年のテレビドラマ)
『ハゲタカ』は、NHK総合テレビおよびBSハイビジョンの「土曜ドラマ」枠で2007年2月17日から3月24日まで毎週土曜日に放送された日本のテレビドラマ。連続6回。作家・真山仁の経済小説『ハゲタカ』シリーズを原作とし製作された実写映像化作品。
2009年には続編となる映画『ハゲタカ』が製作された。

## 概要
経済を中心とした社会派ノベルを発表する元新聞記者の作家・真山仁による経済小説『ハゲタカ』シリーズの第1作『ハゲタカ』と第2作『バイアウト』の2作品を原作とし、林宏司が脚本を担当した。第1話 - 第3話は『ハゲタカ』、第4話 - 第6話は『バイアウト』をベースにし、製作されている。ドラマと小説は別物であるという原作者の意向を反映し、主要人物名・取り扱われる経済活動などの一部は原作に沿っているものの、ドラマ全体としては原作と大きく異なる。
放送のタイトルロゴには、タイトル『ハゲタカ』とともに、『ROAD TO REBIRTH』（「再生への道」の意）という副題的な記載がなされていた。
NHKのドラマとしては初のBlu-ray DiscおよびDVDのソフトがポニーキャニオンより販売され、国内外で受賞をしている。

## ストーリー
鷲津（大森南朋）は、バブル経済崩壊後、ある事件をきっかけに「三葉銀行」を退職。渡米したのち、投資ファンド「ホライズン・インベストメント・ワークス」日本代表に就任し、帰国。ファンドマネージャーとして次々と日本企業を買収する「ハゲタカ」という異名を持つようになった。そして三葉銀行の資産流動対策室の室長であり、鷲津の元上司であった芝野（柴田恭兵）と再会することになる。銀行がかかえるバルクセール（保有債権のまとめ売り）を売る側、バルクセールを買う側という様に…。その後、まるで運命に導かれるように、2人は何度もぶつかることとなる。
更にドラマ後半には、鷲津が目指していた大手電機メーカーの買収（株式公開買い付け、TOB）に西野（松田龍平）が名乗りを上げる。西野はITベンチャー企業の社長であるが、実家の旅館「西乃屋」が鷲津の手によって売り飛ばされたことをきっかけに起業家に転向した過去を持つ。西野にとっては鷲津は目標でもあり、また宿命のライバルでもあった。

### エピソード別内容
第1話「日本を買い叩（たた）け!」
バルクセール（保有債権のまとめ売り）
代物弁済もしくはそれに類する申し込み（不動産ないし事業の譲渡と引き換えに債権を消滅させる旨の申し込みが債権者よりなされた。明確な描写はないものの、代物弁済の申し込みをしているものと思われる。ただし債務者の承諾がなかったため実現はしなかった）。

第2話「ゴールデン・パラシュート」
ゴールデンパラシュート（高額な退職金のこと。買収防衛策の一つとしても有名だが、作中では経営陣に退任を迫る条件として登場）
取締役会の決議による代表取締役の解任（一般的には解任と呼ばれることも多いが、会社法上の用語としては解職が正しい）。

第3話「終わりなき入札」
スポンサー選定のための入札（どちらかが降りるまで続けられるサドンデス方式）

第4話「激震! 株主総会」
プロキシーファイト-Proxy Fight-（株主委任状争奪合戦）
議案提案権の行使（一定以上の議決権を保有する株主は、株主総会の議題について議案を提出することができる。作中では役員の選任について提案がなされた。）

第5話「ホワイトナイト」
TOB（テイクオーバー･ビッド、株式公開買い付け）

最終話「新しきバイアウト」
EBO（エンプロイー･バイアウト、雇用者達による企業買収）

## 登場人物
※ストーリー展開により設定に変化があった場合は、回ごとに（）書きで区分けする。

### ホライズン・インベストメントワークス・ジャパン
鷲津政彦
演 - 大森南朋
外資ファンド「ホライズン・インベストメントワークス・ジャパン」の代表。
昭和44年2月19日生まれ。
- 東昭大学経済学部平成3年3月卒。

三葉銀行に平成3年入社。丸の内支店配属で法人営業を担当、半年間芝野健夫次長の部下となったが、仕事のトラブルにより平成5年退社。その後米国に渡り、ホライズン社に入社して数多くの仕事をこなす。
（第5回）ニューヨーク本社の意向を無視して大空電機買収を強行したためにホライズン・ジャパン代表を解任される。
（最終回）ある事件の後、芝野に促され、鷲津ファンドを設立して代表に就任する。
アラン・ウォード
演 - ティム
鷲津の部下で、右腕的存在。NY本社からのエリート。
（第5回）鷲津の後任としてホライズン・ジャパンの代表となる。
中延五郎
演 - 志賀廣太郎
鷲津の部下で、不動産取引のエキスパート。
鷲津の良き理解者でもあり、ニューヨーク本社に対する背任行為であっても裏方作業を引き受ける。
村田丈志
演 - 嶋田久作
鷲津の部下で、企業調査のエキスパート。
（第5回）「ハイパークリエーション」に引き抜かれる。
（最終回）鷲津ファンド設立のため、再び鷲津の元に戻る。
リン・ハットフォード
演 - 太田緑ロランス
鷲津の部下。ゴールドバーグ・コールズ ファイナンシャルアドバイザー。

### 三葉銀行 → MGS銀行（住倉銀行と合併）
※三葉銀行の所在地：〒100-0004 東京都千代田区大手町
芝野健夫
演 - 柴田恭兵
三葉銀行のエリート社員。
配属は人事部、海外留学を挟み、国際企画部。その後、資産流動化対策室室長（第1回）→ 事業戦略部部長（第2回〜第3回）。
しかし、第3回の最後に銀行に対する不信感から三葉銀行を自ら退職する。
（第4回より）企業再生家（ターンアラウンドマネージャー）に転身し、大空電機の執行役員から取締役となり、塚本のサポートと改革を行う。
（最終回）ホライズンの命によりコストカッターとして取締役に残留。フェニックス計画推進本部長を兼務する。
鷲津ファンドからの要請によりEBO後のあけぼの光学（旧大空電機レンズ事業部）の代表取締役社長に就任した。
飯島亮介
演 - 中尾彬
三葉銀行役員（常務取締役）。俗に「会社の裏方事情を知る」仕事を数多く請け負っていた。
（第5回）MGS銀行副頭取。西野治のバックにつく。
（最終回）鷲津から大空電機のレンズ部門売却防止のためのロビー活動を依頼される。
沼田透
演 - 佐戸井けん太
三葉銀行社員。広報部部長。芝野の同期であり、良き仲間でもある。
海野重雄
演 - 神山繁
三葉銀行頭取。金融庁からの不良債権処理勧告を受け、飯島に処理命令を行った。
迫田専務
演 - 中原丈雄
三葉銀行役員
坂巻常務
演 - 津村鷹志
三葉銀行役員

### 東洋テレビ
三島由香
演 - 栗山千明
東洋テレビ報道局経済部記者。かつて父親が経営していた工場のメインバンクであった三葉からの貸し渋りにあって自殺。そのときの担当者が鷲津であった。以降、鷲津の動向を追跡している。
（第4回）東洋テレビの報道番組「PRIME11」のキャスターに就任。
野中裕二
演 - 小市慢太郎
東洋テレビ報道局経済部記者。由香の上司。
報道番組アナウンサー
演 - 宮川俊二
（第3回）東洋テレビアナウンサー。なお、宮川はかつてNHKアナウンサーだったので、久しぶりの「古巣復帰」でもあった。
武田直也
演 - 蟹瀬誠一
（第4回・第5回）東洋テレビの報道番組「PRIME11」のキャスター。

### 西乃屋
第1回に登場
西野治
演 - 松田龍平
（第1回）実家の老舗旅館「西乃屋」が鷲津により売り飛ばされたのち、家出。
（第2回・第3回）鷲津に対するライバル心から300万円の起業資金を集める。
（第4回）ネット広告を主力としたIT企業「ハイパー・クリエーション」を起業する。
（第5回）TOBをかけられていた大空電機のホワイトナイトとして登場し、ホライズンとのTOB合戦を繰り広げることになる。その後、インサイダー取引により逮捕され、自暴自棄に陥った状態で鷲津の眼前で拳銃自殺を遂げようとするも、止めに入った鷲津を誤射してしまう。
西野昭吾
演 - 宇崎竜童
（第1回）「西乃屋」経営者であり、治の父。本業の旅館経営の他にゴルフ場の経営やビル建設に手を出すも、本業の旅館経営が疎かになってしまい、膨大な債権を抱えてしまう。その為、息子の治と鷲津に自身の経営手腕の無さを指摘される。最終的に鷲津に債権のかたとして旅館を売却され、そのショックから自殺同然の事故死を遂げてしまう。
西野史子
演 - 永島暎子
（第1回・第2回）治の母。
西野泰三
演 - 三谷昇
（第1回）西野昭吾の父。病床にある。

### サンデートイズ
第2回・第3回に登場
大河内瑞恵
演 - 冨士眞奈美
玩具メーカー「サンデートイズ」代表取締役社長。半ば会社を私物化していた。
取締役会において解任動議が提出され、社長を解任される。
大河内伸彰
演 - 小林正寛
専務取締役。瑞恵の長男。
三葉主導で、企業再生に障害となる瑞恵の解任動議を提案し、新たな社長に就任する。
百瀬敬一
演 - 岡本信人
常務取締役。
大河内ファミリーの番頭として仕える。
大河内伸男
演 - 山崎大輔
副社長。瑞恵の夫。
大河内真也
演 - 菅原大吉
常務取締役。瑞恵の義弟。
木下課長
演 - 村松利史
課長。イベントで着ぐるみを着せられる。

### 大空電機
第4回 - 第6回に登場
大木昇三郎
演 - 菅原文太
総合電機メーカー「大空電機」代表取締役会長。
（第4回）「経営のカリスマ」と称えられる創業者でもあったが、末期癌で死去。株主総会のために遺言とも言える手紙を残す。
塚本邦彦
演 - 大杉漣
代表取締役社長。
企業再生家となった芝野（大学の同級生で同じ野球部所属）を招き入れる。
加藤幸夫
演 - 田中泯
社員。勤続40年のレンズ研磨のプロフェッショナル。
佐藤高志
演 - 谷本一
平田政夫
演 - 奥田達士
吉田陽介
演 - 樋口隆則
山口公一　
演 - 佐久間哲
山崎一平
演 - 日向丈
牛島誠二
演 - 徳井優
情報端末部部長。
（最終回）柴野と塚本ら大空の経営陣に対して「金の問題じゃない。信義の問題だ。」と猛抗議した。しかし、リストラの過程で芝野と従業員との間で板挟みとなり、そのプレッシャーから自ら命を絶った。

### ホライズン・インベストメントワークス
アルバート・クラリス
演 - イアン・ムーア
ケネス・クラリス・リバプール(KKL)代表。
外資バイアウトファンド「ホライズン・インベストメントワークス」の代表。
鷲津率いる「ホライズン・ジャパン」に対して企業買収の指示を出す。
大賀康男
演 - 松重豊
（最終回）「ホライズン・インベストメントワークス」より大空電機の新社長として送り込まれる。

### その他
日下部進
演 - 矢島健一
（第3回）三葉銀行系列投資会社「アイアン・オックス」代表。熾烈な入札合戦を行った。
遠山鎌一郎
演 - 光石研
（第3回）サンデートイズに対するスポンサー選定時の弁護士。
三島健一
演 - 渡辺哲
由香の父親で三島製作所の経営者。三葉による貸し渋りによって自殺。故人（回想シーンに登場）。
三島頼子
演 - 唐木ちえみ
由香の母親。健一亡き後、大木昇三郎の支援で大空電機の下請けとして三島製作所を経営する。
牛島誠二の息子
演 - 浅利陽介
リー・ジェンミン
演 - 薄宏
（第5回）中国電機メーカー「テクスン」社長。大空電機の引き受け先として鷲津から直接打診された。大木昇三郎を尊敬しており、鷲津からの申し出を恩返しとして前向きに検討することを告げたが、後にホライズンの圧力に屈してしまう。

## スタッフ
- 原作 - 真山仁
- 脚本 - 林宏司
- 音楽 - 佐藤直紀
- エンディングテーマ曲 - tomo the tomo「Road To Rebirth〜a chainless soul〜」
  - 作詞（原詩）：エミリー・ブロンテ「Riches I hold in light esteem （富は問題にならぬ）」 作曲：佐藤直紀
- 演出 - 大友啓史、井上剛、堀切園健太郎
- 制作総括 - 阿部康彦
- 制作 - 訓覇圭
- 監修 - 森生明
- 経済考証 - 佐山展生、山本礼二郎、古川薫
- 金融考証 - 勝又幹英
- 法律考証 - 南賢一、草野耕一
- 医事指導 - 中村毅志夫
- 理学療法指導 - 下田宏登
- 脚本協力 - 立見千香
- 美術 - 山口類児、神林篤、日高一平
- 技術 - 佐々木喜昭、小笠原洋一、宮路信広
- 音響効果 - 島津楽貴、畑奈穂子、三谷直樹
- 撮影 - 清水昇一郎
- 照明 - 久慈和好、佐野清隆
- 音声 - 高橋英明、鈴木勇一、大塚茂夫、奈良孝弘
- 映像技術 - 山田康一、大西康仁、横田幹次、真弓敬司、木川豊、釣木沢淳
- 美術進行 - 佐藤綾子、山尾輝、桜井茂雄
- 編集 - 大庭弘之
- 記録 - 栗又三奈

## 放送日程
- 総合テレビ：21時 - 21時58分（第3話のみ22時 - 22時58分）[4]
- BSハイビジョン：18時 - 18時58分

| 各話   | 放送日  | サブタイトル             | 演出         | ターゲット（ゲスト）      |
| ------ | ------- | ------------------------ | ------------ | ------------------------- |
| 第1話  | 2月17日 | 日本を買い叩（たた）け!  | 大友啓史     | 宇崎竜童 etc.             |
| 第2話  | 2月24日 | ゴールデン・パラシュート | 井上剛       | 冨士眞奈美、小林正寛 etc. |
| 第3話  | 3月03日 | 終わりなき入札           | 井上剛       | 冨士眞奈美、小林正寛 etc. |
| 第4話  | 3月10日 | 激震! 株主総会           | 堀切園健太郎 | 菅原文太、大杉漣 etc.     |
| 第5話  | 3月17日 | ホワイトナイト           | 堀切園健太郎 | 大杉漣、田中泯 etc.       |
| 最終話 | 3月24日 | 新しきバイアウト         | 大友啓史     | 田中泯 etc.               |

### 再放送
NHKが行ったもののみ。総合テレビでは放送日時等が一部地域で変更されたケースもある。
- 2007年
  - 6月23日・24日：BSハイビジョン（プライムタイムに3話ずつ放送）
  - 8月19日 - 24日：総合テレビ（プライムタイムに1話ずつ放送） - 視聴者からのアンコール
  - 12月22日 - 24日：総合テレビ（夕刻に2話ずつ放送） - イタリア賞受賞記念
- 2009年5月4日 - 6日：総合テレビ（午前帯に2話ずつ放送） - 映画版公開にあわせて
- 2010年
  - 1月9日：BSハイビジョン（午後帯に全話一挙放送） - 『龍馬伝』放送開始にあわせて
  - 6月21日 - 23日：BSハイビジョン - BShiでの映画版放送にあわせて
  - 8月3日 - 7日：総合テレビ（未明帯での放送） - 総合テレビでの映画版放送にあわせて
- 2018年11月4日・11日：BSプレミアム（未明帯に3話ずつ放送）[5]
- 2021年12月5日・12日・19日：BS4K（未明帯に2話ずつ放送） - デジタルリマスターを行った4K映像を放送[6]
- 2022年6月20日・27日・7月4日：BSプレミアム、BS4K（プライムタイムに2話ずつ放送）

## 製作

### キャストに関して
出演者の1人である柴田恭兵の肺癌手術・療養のため、当初の2006年9月2日から放送される予定が延期された。また、当初出演予定であった中村獅童が飲酒運転で信号無視したため出演を辞退し、その代役に松田龍平が起用された。

### 実社会とのリンク
原作同様、ドラマも完全なパラレルワールドで展開されるわけではなく、実社会での出来事に繋がる場面が含まれている。
- 鷲津政彦が口にする「お金を稼ぐことがいけない事でしょうか」 - 同時期の村上世彰。
- 注目を一身に受ける中、インサイダー取引で西野治が突然逮捕される場面 - 同時期粉飾決算などの容疑で逮捕された堀江貴文。
- 第4回以降、1983年にヤシカ（旧・八洲精機）を吸収合併した京セラが、2007年7月にカメラ事業から撤退して、香港のJNCデイタム・テック・インターナショナルに「ヤシカ」商標権を売却した。

## 作品の評価
作品のクオリティが高く評価され、国際番組コンクール「イタリア賞」をはじめ国内外において数々の賞を受賞している。

### 受賞歴
- 第33回放送文化基金賞テレビドラマ部門「本賞」 受賞
- 第33回放送文化基金賞テレビドラマ部門「出演者賞」 受賞（大森南朋）
- 第44回ギャラクシー賞「優秀賞」 受賞
- 第44回ギャラクシー賞「マイベストTV賞グランプリ」 受賞
- 第6回放送人グランプリ「特別賞」 受賞
- 第59回イタリア賞シリーズドラマ部門 受賞（第1回「日本を買い叩け!」）
- 第32回ゴールデンチェスト国際テレビ祭「モスフィルム特別賞」 受賞
- 第12回アジア・テレビジョン・アワードシリーズドラマ部門「最優秀賞」 受賞
- 第32回エランドール賞TV部門「作品賞TVガイド賞」 受賞[11]
- 第32回エランドール賞「プロデューサー賞田中友幸基金賞」 受賞（訓覇圭）
- 第7回映像技術賞撮影部門 受賞（清水昇一郎）
- 第7回映像技術賞照明部門 受賞（久慈和好）
- 第7回映像技術賞美術部門 受賞（山口類児、神林篤、日高一平）

## NHK企業CMへの起用
2007年9月3日、NHKの企業CM「今日も、どこかでNHK」シリーズとして、ドラマ「ハゲタカ」をモチーフにした内容が放送された。『ハゲタカ特別編・NHKを買収せよ』と題してホライズンが次の標的をNHKとし、鷲津役の大森南朋など"ホライズン"の社員がドラマのイメージ通り、NHKの投資価値=魅力について議論するというもの。演技はシリアスだったが、アラン役のティムが「サラリーマンNEO」のセクスィー部長を見て吹き出しそうになったり、おじゃる丸等のキャラクター人形名を低いトーンで言い合うなど、パロディとして仕上がっている。放映時間は約2分間。同年9月20日にも再放送された。

## 関連商品
ノベライズ
- 林宏司、国天俊治『TV版 ハゲタカ「日本を買い叩け!」編』（2009年5月22日、主婦と生活社、ISBN 978-4-391-13792-7）
- 林宏司、国天俊治『TV版 ハゲタカ「再生へのバイアウト」編』（2009年5月29日、主婦と生活社、ISBN 978-4-391-13793-4）

サウンドトラック
- 佐藤直紀『土曜ドラマ ハゲタカ サウンドトラック』（2007年7月18日、NHKエンタープライズ、NSCA-10313）

DVD/Blu-ray
- 土曜ドラマ ハゲタカ DVD-BOX（2007年7月18日、ポニーキャニオン、PCBE-62419）
  - 土曜ドラマ ハゲタカ DVD-BOX（2018年10月26日、NHKエンタープライズ、23314AA）

- 土曜ドラマ ハゲタカ Blu-ray Disc BOX（2009年5月20日、ポニーキャニオン、PCXE-60002）

## 映画
テレビドラマの続編としてテレビドラマとほぼ同キャスト・スタッフにでNHKエンタープライズや東宝などの製作委員会により映画化され、2009年6月6日に公開された。ドラマ版の4年後を舞台に、日本の大手自動車メーカーに買収を仕掛ける中国系ファンドを相手にした買収戦争を描く。NHKの連続ドラマの初の映画化となる。

## 主な用語
- 特別背任罪
- M&A（主に企業買収として用いられる）
- TOB（株式公開買い付け）
- EBO（雇用者達による企業買収）
- 日本型経営
- 株主総会
- インサイダー取引
- 金融監督庁
- 貸し渋り、貸しはがし
- バルクセール
- 大量保有報告書
- 不良債権
- 失われた10年